# .ua
.ua es el dominio de nivel superior geográfico (ccTLD) para Ucrania.

## Dominios de segundo nivel
- com.ua - Entidades Comerciales
- net.ua - Proveedores de Red
- org.ua - Organizaciones
- gov.ua - Instituciones Gubernamentales
- edu.ua - Instituciones Educacionales